# Hochvernagtspitze
Hochvernagtspitze – szczyt w Alpach Ötztalskich, części Centralnych Alp Wschodnich. Leży w Austrii w kraju związkowym Tyrol. Od północnego zachodu szczyt przykrywa lodowiec Vernagtferner, a od zachodu Wannetferner.
Szczyt można zdobyć drogami ze schroniska Vernagthütte (2755 m). Pierwszego wejścia dokonali Franz Senn, E. Neurauter i C. Granbichler 9 września 1865 r.